# Army of Northern Virginia
Die Army of Northern Virginia (deutsch Nord-Virginia-Armee) war ein wichtiger Großverband des Heeres der Konföderation. Sie existierte während des Amerikanischen Bürgerkriegs zwischen den Nordstaaten (Unionsstaaten) und Südstaaten (Konföderation).
Zu dieser Zeit war es Brauch, größere Heeresverbände nach den Gebieten zu benennen, in denen sie hauptsächlich aktiv waren. Die Army of Northern Virginia war hauptsächlich im Norden des Bundesstaates eingesetzt. Ihr gehörten Truppen aus fast allen Staaten der Konföderation und auch aus Maryland an.
Sie hatte drei Oberbefehlshaber (einen davon nur für kurze Zeit), deren berühmtester General Robert Edward Lee war.
Am 9. April 1865 kapitulierte die Nord-Virginia-Armee bei Appomattox Court House, Virginia.

## Geschichte

### Organisation am 22. Oktober 1861

Kriegsflagge aus Seide vom November 1861

Der Wehrbereich Nord-Virginia wurde am 22. Oktober 1861 aufgestellt. Befehlshaber war General Joseph E. Johnston. Der Wehrbereich bestand aus drei Wehrbezirken, denen folgende Großverbände unterstellt waren.
| Wehrbezirk | Division    | Brigade           | Befehlshaber/Kommandeure           |
| ---------- | ----------- | ----------------- | ---------------------------------- |
| Potomac    |             |                   | General P.G.T. Beauregard          |
|            | 1. Division |                   | Generalmajor Earl Van Dorn         |
|            | 2. Division |                   | Generalmajor Gustavus W. Smith     |
|            | 3. Division |                   | Generalmajor James Longstreet      |
|            | 4. Division |                   | Generalmajor Edmund Kirby Smith    |
| Aquia      |             |                   | Generalmajor Theophilus H. Holmes  |
|            |             | Frenchs Brigade   | Brigadegeneral Samuel Gibbs French |
|            |             | 2. Brigade        | Brigadegeneral John George Walker  |
| Valley     |             |                   | Generalmajor Thomas J. Jackson     |
|            |             | Garnetts Brigade  | Brigadegeneral Richard B. Garnett  |
|            |             | Ashbys Kavallerie | Oberst Turner Ashby                |

Am 28. Februar 1862 unterstanden dem Wehrbereich 47.617 präsente Soldaten. Die Kavalleriebrigade war aus dem Wehrbezirk Potomac ausgegliedert und dem Wehrbereich direkt unterstellt worden. Die Artillerie bildete ein Artilleriekorps mit 109 Geschützen.

### Organisation am 30. April 1862

Kriegsflagge aus Wolle, 1862

Der Wehrbereich Nord-Virginia wurde niemals in die Nord-Virginia-Armee umbenannt. Diese Benennung setzte sich nach der Übernahme des Oberbefehls durch General Lee durch. Der Name wurde erstmals im Befehl für die Erweiterung des Kommandobereiches um die Wehrbereiche Virginia-Halbinsel und Norfolk vom 12. April 1862 erwähnt. Am 30. April 1862 war sie wie folgt gegliedert:
| Flügel der Armee | Division         | Brigade              | Befehlshaber/Kommandeure               |
| ---------------- | ---------------- | -------------------- | -------------------------------------- |
| Rechter Flügel   |                  |                      | Generalmajor John B. Magruder          |
|                  | McLaws’ Division |                      | Brigadegeneral Lafayette McLaws        |
|                  | Toombs' Division |                      | Brigadegeneral Robert A. Toombs        |
|                  |                  | Ewells Brigade       | Oberst R. S. Ewell                     |
| Zentrum          |                  |                      | Generalmajor James Longstreet          |
|                  |                  | A.P. Hills Brigade   | Brigadegeneral Ambrose P. Hill         |
|                  |                  | Andersons Brigade    | Brigadegeneral Richard H. Anderson     |
|                  |                  | Colstons Brigade     | Brigadegeneral Raleigh E. Colston      |
|                  |                  | Picketts Brigade     | Brigadegeneral George E. Pickett       |
|                  |                  | Wilcox's Brigade     | Brigadegeneral Cadmus M. Wilcox        |
|                  |                  | Pryors Brigade       | Oberst G. A. Winston                   |
| Linke Stellung   |                  |                      | Generalmajor Daniel H. Hill            |
|                  | Earlys Division  |                      | Brigadegeneral Jubal A. Early          |
|                  |                  | Earlys Brigade       | Brigadegeneral Jubal A. Early          |
|                  |                  | Rodes Brigade        | Brigadegeneral Robert E. Rodes         |
|                  | Rains Division   |                      | Brigadegeneral Gabriel J. Rains        |
|                  |                  | Rains Brigade        | Brigadegeneral Gabriel J. Rains        |
|                  |                  | Featherstons Brigade | Brigadegeneral Winfield S. Featherston |
|                  |                  | Gloucester Point     | Oberst Crump                           |
| Reserve          |                  |                      | Generalmajor Gustavus W. Smith         |
|                  |                  | Whitings Brigade     | Brigadegeneral W. H. C. Whiting        |
|                  |                  | Hoods Brigade        | Brigadegeneral John B. Hood            |
|                  |                  | Colstons Brigade     | Brigadegeneral Raleigh E. Colston      |
|                  |                  | Hamptons Brigade     | Oberst Wade Hampton                    |
|                  |                  | Andersons Brigade    | Brigadegeneral Samuel R. Anderson      |
|                  |                  | Pettigrews Brigade   | Brigadegeneral James J. Pettigrew      |
|                  |                  | Kavalleriebrigade    | Brigadegeneral J. E. B. Stuart         |

Zu Beginn des Halbinsel-Feldzuges verfügte die Nord-Virginia-Armee über 55.633 Soldaten. Die Artillerie war den Brigaden zugeteilt, zusätzlich stand die Reserveartillerie zur Verfügung. Nominell gehörte auch Jacksons Korps im Shenandoah-Tal zur Armee. Da Jackson zu der Zeit des Halbinsel-Feldzuges seinen eigenen Feldzug führte und von General Lee direkt geführt wurde, enthält die Gliederungsübersicht die drei Divisionen nicht.
Die Führungsorganisation der Armee erwies sich noch während des Halbinsel-Feldzuges als untauglich. Die korpsähnliche Struktur wurde noch vor Beginn der Sieben-Tage-Schlacht den Führungsbedingungen angepasst. Die Armee führte in der Schlacht zwei, Jacksons und Magruders mit vier und drei Divisionen, und drei Divisionen mit fünf bis sechs Brigaden unmittelbar. Der Armee unterstanden außerdem der Wehrbereich North Carolina, die Reserveartillerie mit sechs Bataillonen und die Kavallerie mit 6 Regimentern. Die Gesamtstärke der Armee betrug ca. 90.000 Mann. Die genaue Stärke lässt sich häufig nicht ermitteln, da es nur wenige Aufzeichnungen der „Verpflegungsstärke“ gab. Die ermittelten Stärken ergeben sich, wenn nicht ausdrücklich belegt, aus den Meldungen der Schlachtberichte.

### Organisation zu Beginn des Nord-Virginia-Feldzuges
Die Durchführung der Sieben-Tage-Schlacht litt unter der immer noch unzureichenden Führungsorganisation. General Lee gliederte die Armee erneut um, allerdings wieder nur mit Einzelbefehlen. Er führte als Zwischenführungsebene eine ähnliche Führungsebene ein, die er den linken und rechten Flügel nannte. Die Armee gliederte sich am 28. August 1862 wie folgt.
| Flügel der Armee / Armeetruppen | Division             | Brigade/Kampfunterstützung | Befehlshaber/Kommandeure             |
| ------------------------------- | -------------------- | -------------------------- | ------------------------------------ |
| Rechter Flügel                  |                      | 2 ArtBtl und 6 ArtBttr     | Generalmajor James Longstreet        |
|                                 | Andersons Division   | 3 Brig                     | Generalmajor Richard H. Anderson     |
|                                 | Jones’ Division      | 3 Brig                     | Brigadegeneral David Rumph Jones     |
|                                 | Wilcox’ Division     | 3 Brig / 2 ArtBttr         | Brigadegeneral Cadmus M. Wilcox      |
|                                 | Hoods Division       | 2 Brig / 1 ArtBtl          | Brigadegeneral John B. Hood          |
|                                 | Kempers Division     | 3 Brig                     | Brigadegeneral James L. Kemper       |
|                                 |                      | Evans Brigade / 1 ArtBttr  | Brigadegeneral Nathan George Evans   |
| Linker Flügel                   |                      |                            | Generalmajor Thomas J. Jackson       |
|                                 | Jacksons Division    | 4 Brig / 8 ArtBttr         | Brigadegeneral William B. Taliaferro |
|                                 | Hills Light Division | 6 Brig / 6 ArtBttr         | Generalmajor Ambrose P. Hill         |
|                                 | Ewells Division      | 4 Brig / 6 ArtBttr         | Generalmajor Richard S. Ewell        |
| Kavalleriedivision              |                      | 3 Brig / 1 ArtBttr         | Generalmajor J. E. B. Stuart         |

Die Reserveartillerie der Armee bestand aus zwei Bataillonen Regiment und sechs weiteren Batterien. Sie blieb während des Nord-Virginia-Feldzuges in der Umgebung von Richmond und kehrte erst ab dem 3. September 1862 zur Armee zurück. Auch die Division Generalmajor D.H. Hills verblieb im Raum östlich Richmonds mit dem Auftrag, McClellan so lange wie möglich zu binden. Als absehbar wurde, dass die Potomac-Armee in Kürze zurücktransportiert war und Pope verstärkte, befahl Lee die Division nach Norden. Hill griff aber nicht mehr in die Schlachten des Feldzuges ein. Insgesamt nahmen am Nord-Virginia-Feldzug ca. 54.000 Mann teil.

### Organisation zu Beginn des Maryland-Feldzuges
Die Verluste der Armee vor und bei Manassas mussten vor Beginn des Maryland-Feldzuges ausgeglichen werden. Grundsätzliche Änderungen der Führungsorganisation waren deshalb nicht notwendig. General Lee tauschte lediglich Divisionen und Brigaden aus oder verstärkte sie. Die Flügel der Armee wurden jetzt offiziell genannt. Die Armee gliederte sich während des Maryland-Feldzuges wie folgt.
| Korps / Armeetruppen | Division             | Brigade/Kampfunterstützung | Befehlshaber/Kommandeure            |
| -------------------- | -------------------- | -------------------------- | ----------------------------------- |
| Longstreets Korps    |                      | 2 ArtBtl                   | Generalmajor James Longstreet       |
|                      | Andersons Division   | 6 Brig / 1 ArtBtl          | Generalmajor Richard H. Anderson    |
|                      | Jones’ Division      | 6 Brig / 4 Bttr            | Brigadegeneral David Rumph Jones    |
|                      | McLaws’ Division     | 4 Brig / 1 ArtBtl          | Generalmajor Lafayette McLaws       |
|                      | Hoods Division       | 2 Brig / 1 ArtBtl          | Brigadegeneral John B. Hood         |
|                      | Walkers Division     | 2 Brig / 2 Bttr            | Brigadegeneral John G. Walker       |
|                      |                      | Evans Brigade / 1 ArtBttr  | Brigadegeneral Nathan George Evans  |
| Jacksons Korps       |                      |                            | Generalmajor Thomas J. Jackson      |
|                      | Jacksons Division    | 4 Brig / 1 ArtBtl          | Brigadegeneral John R. Jones        |
|                      | Hills Light Division | 6 Brig / 1 ArtBtl          | Generalmajor Ambrose P. Hill        |
|                      | Hills Division       | 5 Brig / 1 ArtBtl          | Generalmajor Daniel H. Hill         |
|                      | Ewells Division      | 4 Brig / 1 ArtBtl          | Brigadegeneral Alexander R. Lawton  |
| Kavalleriedivision   |                      | 3 Brig / 1 ArtBtl          | Generalmajor J. E. B. Stuart        |
| Reserveartillerie    |                      | 4 Btl / 5 Bttr             | Brigadegeneral William N. Pendleton |

Die Organisation in Korps hatte sich bewährt. Die Gliederung der Korps in vier bzw. fünf Divisionen erschwerte die Führung auf dieser Ebene. General Lee stellte bereits nach der Schlacht am Antietam Überlegungen zur Verschlankung der Struktur an. Zunächst änderte sich aber an der Führungsorganisation nichts. Der Kongress erkannte jedoch die Korps an. Der Präsident bestätigte die Dienstposten der Kommandierenden Generale und beförderte die Generalmajore Longstreet und Jackson zu Generalleutnanten. General Lee gab das im Besonderen Befehl Nummer 234 am 6. November 1862 bekannt. Am Maryland-Feldzug nahmen ca. 60.000 Mann teil.

### Fredericksburg und Chancellorsville
Im weiteren Verlauf des Krieges bis nach der Schlacht bei Chancellorsville gab es keine Organisationsänderungen. Die Armee frischte ihre Verbände mit Genesenen und Rekruten auf. Lee legte Wert darauf, dass die Regimenter mit Rekruten aus der jeweiligen Heimat des Regiments verstärkt wurden.
Die Nord-Virginia-Armee verfügte während der Schlacht von Fredericksburg über 72.497 Soldaten. Lee hatte eine Division und eine Kavalleriebrigade zum Schutz des Shenandoahtals dort zurückgelassen.
Die Nord-Virginia-Armee lag der Potomac-Armee während des Herbstes 1862 und des folgenden Winters am Rappahannock gegenüber. Ein neues Problem gewann durch die Notwendigkeit, ständig präsent zu sein, an Bedeutung: Die Verpflegung für Menschen und besonders Tiere wurde im Umkreis des Einsatzortes der Armee immer knapper. Am 24. Dezember 1862 befahl Lee deswegen, ungefähr die Hälfte der Artillerie ins Hinterland zu verlegen, um die Pferde besser versorgen zu können. Er verbot die Nutzung der Pferde außer für dienstliche Aufträge.

Kriegsflagge aus Wolle, 1863

Lee gliederte die Artillerie am 15. Februar 1863 um. Die beiden Korps erhielten jeweils sechs Bataillone, die Reserveartillerie bestand aus zwei Bataillonen. Die Nord-Virginia-Armee musste auf Drängen des Kriegsministeriums am 18. Februar zwei Divisionen an die Atlantikküste abstellen. Dieser Auftrag war General Lee wegen der angespannten Verpflegungslage nicht unangenehm und er beauftragte Generalmajor Longstreet mit der Durchführung. Die beiden Divisionen kehrten erst nach der Schlacht bei Chancellorsville zur Nord-Virginia-Armee zurück. Die Armee verfügte für die Schlacht bei Chancellorsville über 61.500 Soldaten.

### Organisation vom 30. Mai 1863 bis 9. April 1865
Lee nutzte den Tod Generalleutnant Jacksons dazu, die Nord-Virginia-Armee umzugliedern. Der Präsident, Jefferson Davis, genehmigte die Umgliederung und am 30. Mai befahl Lee im Besonderen Befehl Nr. 146 die neue Organisation. Dabei wurde die zentrale Artilleriereserve aufgelöst und auf die Korps aufgeteilt. Jedes Korps erhielt ein Artilleriebataillon pro Division und zwei Reservebataillone. Alle fünf Bataillone unterstanden dem jeweiligen Korpsartilleriekommandeur.
| Korps / Armeetruppen | Division           | Brigade/Kampfunterstützung | Befehlshaber/Kommandeure         |
| -------------------- | ------------------ | -------------------------- | -------------------------------- |
| I. Korps             |                    | 2 ArtBtl                   | Generalleutnant James Longstreet |
|                      | Picketts Division  | 3 Brig / 1 ArtBtl          | Generalmajor George E. Pickett   |
|                      | McLaws’ Division   | 4 Brig / 1 ArtBtl          | Generalmajor Lafayette McLaws    |
|                      | Hoods Division     | 4 Brig / 1 ArtBtl          | Generalmajor John B. Hood        |
| II. Korps            |                    | 2 ArtBtl                   | Generalleutnant Richard S. Ewell |
|                      | Earlys Division    | 4 Brig / 1 ArtBtl          | Generalmajor Jubal A. Early      |
|                      | Johnsons Division  | 4 Brig / 1 ArtBtl          | Generalmajor Edward Johnson      |
|                      | Rodes' Division    | 5 Brig / 1 ArtBtl          | Generalmajor Robert E. Rodes     |
| III. Korps           |                    | 2 ArtBtl                   | Generalleutnant A.P. Hill        |
|                      | Andersons Division | 5 Brig / 1 ArtBtl          | Generalmajor Richard H. Anderson |
|                      | Heths Division     | 4 Brig / 1 ArtBtl          | Generalmajor Henry Heth          |
|                      | Penders Division   | 4 Brig / 1 ArtBtl          | Generalmajor William D. Pender   |
| Kavalleriedivision   |                    | 6 Brig / 1 ArtBtl          | Generalmajor J. E. B. Stuart     |
| Imbodens Command     |                    | gem. Brig / 1 ArtBttr      | Brigadegeneral John D. Imboden   |

Die Nord-Virginia-Armee umfasste zur Schlacht von Gettysburg 75.054 Soldaten.
Die Armee verfügte nach der Schlacht von Gettysburg über 241 Geschütze.
General Lee musste am 9. September das I. Korps an General Braxton Braggs Tennessee-Armee abstellen. Als Folge wurde die Nord-Virginia-Armee erneut umgegliedert. Die Änderungen waren nicht schwerwiegend, einzig bei der Kavallerie ergaben sich wichtige Änderungen: Stuarts Kavalleriedivision wurde zu einem Korps mit zwei Divisionen umgegliedert.
| Korps / Armeetruppen     | Division           | Brigaden/Kampfunterstützung | Befehlshaber/Kommandeure            |
| ------------------------ | ------------------ | --------------------------- | ----------------------------------- |
| II. Korps                |                    | 5 ArtBtl                    | Generalleutnant Richard S. Ewell    |
|                          | Earlys Division    | 4 Brig                      | Generalmajor Jubal A. Early         |
|                          | Johnsons Division  | 4 Brig                      | Generalmajor Edward Johnson         |
|                          | Rodes' Division    | 5 Brig                      | Generalmajor Robert E. Rodes        |
| III. Korps               |                    | 5 ArtBtl                    | Generalleutnant A.P. Hill           |
|                          | Andersons Division | 5 Brig                      | Generalmajor Richard H. Anderson    |
|                          | Heths Division     | 4 Brig                      | Generalmajor Henry Heth             |
|                          | Wilcox’ Division   | 4 Brig                      | Generalmajor Cadmus M. Wilcox       |
| Kavalleriekorps          |                    | 1 ArtBtl                    | Generalmajor J. E. B. Stuart        |
|                          | Hamptons Division  | 3 Brig                      | Generalmajor Wade Hampton           |
|                          | Lees Division      | 3 Brig                      | Generalmajor Fitzhugh Lee           |
| Reserveartillerie        |                    | 2 Btl                       | Brigadegeneral William N. Pendleton |
| Wehrbezirk Shenandoahtal |                    | gem. Brig / 1 ArtBttr       | Brigadegeneral John D. Imboden      |
| Cookes Brigade           |                    |                             | Brigadegeneral John R. Cooke        |

Die Armee verfügte 55.221 Soldaten. Die Organisationsänderungen bis zum 31. Dezember 1863 waren nur gering. Cookes Brigade wurde Heths Division unterstellt, Hamptons Division wuchs um eine Kavalleriebrigade und das III. Korps erhielt ein zusätzliches Artilleriebataillon. Imbodens Kommando verblieb im Shenandoahtal und wurde im Dezember von Generalmajor Early als Wehrbezirk Shenandoahtal übernommen. Die Stärke der Armee betrug am 31. Dezember 54.715 Mann.
Die Organisationsform der Nord-Virginia-Armee änderte sich bis zum Ende des Krieges nicht mehr. Die Armee führte mehrere Korps, die Korps führten mehrere Divisionen und in der Regel eigene Artillerieverbände. Die Stärke der Armee änderte sich durch Abstellungen oder Unterstellungen von Großverbänden und natürlich durch Ausfälle. Sie wuchs in den ersten sechs Monaten von durchschnittlich 46.380 auf 62.230 Soldaten. Der Armee wurden im Juli die Wehrbereiche North Carolina und Richmond unterstellt. Aus diesen Truppen wurde später ein viertes Korps gebildet. Während des Richmond-Petersburg-Feldzuges betrug die Anzahl der Soldaten zeitweise 82.633, wobei Teile der Armee Generalleutnant Early im Shenandoahtal unterstellt waren.
Die Nord-Virginia-Armee kämpfte 1864 gegen die mehr als doppelt so starken Potomac-, James- und Shenandoah-Armeen in Grants Überland-Feldzug, auf Earlys Raid gegen die Baltimore und Ohio Eisenbahnlinie, während des Richmond-Petersburg-Feldzug und Sheridans Feldzug im Shenandoahtal. Exemplarisch sei hier die Gliederung der Nord-Virginia-Armee am 31. Januar 1865 dargestellt. 69.659 Soldaten der Armee waren einsatzbereit, von denen mindestens 4.500 nicht über Gewehre verfügten.
| Korps / Armeetruppen     | Division               | Brigaden/Kampfunterstützung | Befehlshaber/Kommandeure            |
| ------------------------ | ---------------------- | --------------------------- | ----------------------------------- |
| I. Korps                 |                        | 6 ArtBtl                    | Generalleutnant James Longstreet    |
|                          | Picketts Division      | 4 Brig                      | Generalmajor George E. Pickett      |
|                          | Fields Division        | 5 Brig                      | Generalmajor Charles W. Field       |
|                          | Kershaws Division      | 4 Brig                      | Generalmajor Joseph B. Kershaw      |
| II. Korps                |                        | 4 ArtBtl                    | Generalmajor John B. Gordon         |
|                          | Earlys Division        | 3 Brig                      | Brigadegeneral John Pegram          |
|                          | Gordons Division       | 3 Brig                      | Brigadegeneral Clement A. Evans     |
|                          | Rodes' Division        | 4 Brig                      | Brigadegeneral Bryan Grimes         |
| III. Korps               |                        | 7 ArtBtl                    | Generalleutnant A.P. Hill           |
|                          | Mahones Division       | 5 Brig                      | Generalmajor William Mahone         |
|                          | Heths Division         | 4 Brig                      | Generalmajor Henry Heth             |
|                          | Wilcox’ Division       | 4 Brig                      | Generalmajor Cadmus M. Wilcox       |
| Andersons Korps          |                        | 4 ArtBtl                    | Generalleutnant Richard H. Anderson |
|                          | Johnsons Division      | 4 Brig                      | Generalmajor Bushrod Rust Johnson   |
| Wehrbezirk Shenandoahtal |                        | 6 ArtBtl                    | Generalleutnant Jubal A. Early      |
|                          | Whartons Division      | 3 Inf / 1 KavBrig           | Brigadegeneral John A. Wharton      |
| Kavalleriekorps          |                        | 3 ArtBtl                    | Generalmajor Wade Hampton           |
|                          | Fitzhugh Lees Division | 3 Brig                      | Generalmajor Fitzhugh Lee           |
|                          | Lees Division          | 3 Brig                      | Generalmajor William H. F. Lee      |

Das III. Korps wurde nach dem Tod Generalleutnant A.P. Hills am 2. April 1865 dem I. Korps unterstellt. Am 9. April 1865 ergab sich General Lee mit der Nord-Virginia-Armee dem Oberbefehlshaber des US-Heeres, Generalleutnant Grant. Einen Tag später bedankte sich General Lee für die Tapferkeit und Standhaftigkeit der Offiziere und Mannschaften der Armee und gab die Entlassung aller Soldaten auf Ehrenwort bekannt. Nach den Listen der Nord-Virginia-Armee wurden am 10. April 1865 28.231 Soldaten auf Ehrenwort entlassen.

## Truppengattungen
Die Armee bestand aus drei Truppengattungen. Die größte und kampfentscheidende war die Infanterie. Artilleriebataillone waren zur direkten Unterstützung der Infanterie den Divisionen unterstellt. Zusätzlich gab es bei den Korps Reserveartilleriebataillone, die geschlossen eingesetzt oder den Divisionen zugeteilt wurden. Die Kavallerie diente in erster Linie als Aufklärungsmittel. Die Armee verfügte über eine Kavalleriedivision, deren Brigaden auch mit den Korps auf Zusammenarbeit angewiesen wurden.
Der Armee unterstanden Spezialtruppengattungen, die von für die Spezialaufgabe zuständigen Generalen und Stabsoffizieren mit kleinen Stäben geführt wurden. Dazu gehörten die Pioniertruppen, Topografietruppen, Fernmeldetruppen und Logistiktruppen. Weiterhin unterstanden der Armee eine Adjutantur, die Feldgerichtsbarkeit (Provost Marshal) und der Sanitätsdienst. Zu den Spezialisten wurden auch die Feldgeistlichen gezählt.

### Infanterie
Ein Infanterieregiment bestand nominell aus 1.000 Mann, aufgeteilt auf 10 Kompanien. Bei Bedarf konnten zwei bis drei Bataillone gebildet werden. Der Infanterist trug innerhalb eines Regiments zur besseren Unterscheidung vom Feind einheitliche Bekleidung. Mit Fortschreiten des Krieges wurde die Qualität der Stoffe und des Leders immer geringer, so dass sich die Soldaten aus dem Lande und von Gefallenen mit Bekleidung eindeckten.
Der Infanterist war mit einer Muskete bewaffnet. Die Muskete war ein Vorderlader mit gezogenem Lauf mit Perkussionszündung, die Minié-Geschosse verschoss. Auf das Gewehr konnte ein Bajonett aufgesteckt werden. Mehrschüssige Hinterlader waren zu Beginn des Krieges bereits verfügbar. Die Führung verzichtete jedoch weitgehend auf die Einführung dieser Waffen bei der Infanterie, weil sie einen erhöhten Munitionsverbrauch, technische Probleme an den Waffen und der Munition und die damit verbundenen erhöhten Kosten befürchtete. Zudem gab es in der Konföderation einen grundsätzlichen Mangel an Metallen.

### Artillerie
Ein Artilleriebataillon bestand aus drei bis fünf Batterien mit jeweils vier oder sechs Geschützen. Die Geschütze waren immer bespannt, bei der berittenen Artillerie verfügten auch die Geschützbedienungen über Pferde. Die „Horse Artillery“ war ausschließlich der Kavallerie zugeteilt.
Das Standardgeschütz war eine 12-Pfünder Kanonenhaubitze, das Modell „Napoleon“ M1857, die eine Reichweite bis 1.400 m besaß. Die Geschütze verschossen Vollgeschosse, Sprenggeschosse und Kartätschen/Schrapnelle („Shrapnel“ und „Canister“).

### Kavallerie
Ein Kavallerieregiment bestand wie das Infanterieregiment nominell aus 1.000 Mann, aufgeteilt auf 10 Kompanien. Der Kavallerist brachte sein eigenes Pferd mit. Mit fortschreitenden Kriegsverlauf fingen die Kavalleristen, deren Pferde getötet worden waren, häufig die Pferde gefallener Kavalleristen beider Seiten ein und blieben so beritten.
Seine Ausrüstung bestand aus einem Karabiner wie der Sharps Rifle, einer Faustfeuerwaffe und einem Säbel. Häufig waren besonders zu Beginn des Krieges die Kavalleristen mit eigenen Schrotflinten bewaffnet.
Die Kavallerie kämpfte in den Kampfarten aufgesessener und abgesessener Kampf. Da es keine Vorschriften gab, wann welche Kampfart anzuwenden war, bevorzugten die Kommandeure nach persönlicher Einstellung mal die eine, mal die andere Kampfweise. Der Angriff mit gezogenem Säbel blieb die Ausnahme. Im Grundsatz ritt die Kavallerie schnell an den Gegner heran und kämpfte dann abgesessen.

## Oberbefehlshaber

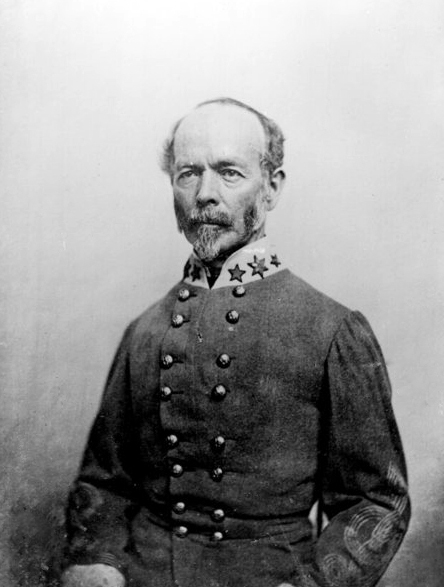
General Joseph E. Johnston (22. Oktober 1861 - 31. Mai 1862)
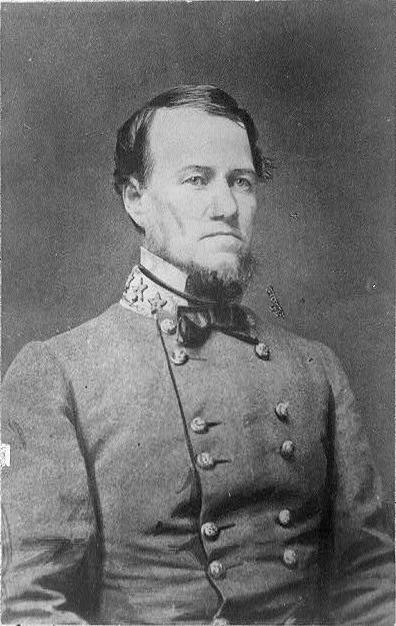
Generalmajor Gustavus W. Smith (31. Mai 1862 - 1. Juni 1862)
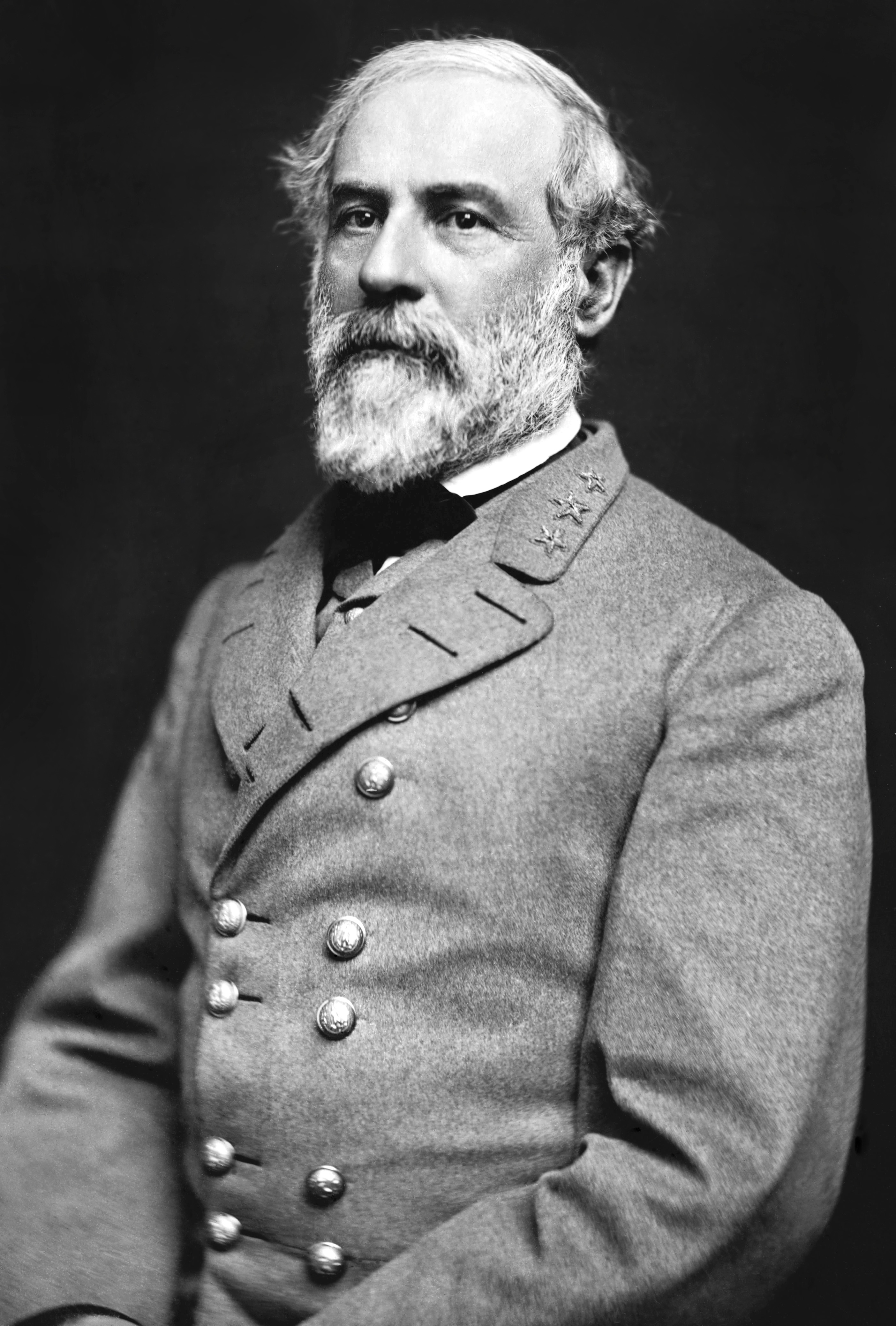
General Robert E. Lee (1. Juni 1862 - 9. April 1865)

## Schlachten und Feldzüge
- Halbinsel-Feldzug
  - Schlacht von Williamsburg
  - Schlacht von Seven Pines (auch bekannt als Schlacht von Fair Oaks)
  - Sieben-Tage-Schlacht
- Nord-Virginia-Feldzug (2. Schlacht von Manassas)
- Maryland-Feldzug (Schlacht am South Mountain, Schlacht am Antietam)
- Schlacht von Fredericksburg
- Schlacht bei Chancellorsville
- Gettysburg-Feldzug (Schlacht von Gettysburg)
- Mine Run-Feldzug
- Überland-Feldzug
  - Schlacht in der Wilderness
  - Schlacht bei Spotsylvania Court House
  - Schlacht am North Anna
  - Schlacht von Cold Harbor
- Belagerung von Petersburg
- Appomattox-Feldzug